# Михаил Мономах
Михаил Мономах (греч. Μιχαὴλ Σεναχηρείμ Μονομάχος; умер между 1343 и 1346) — византийский аристократ, протосеваст. Губернатор Фессалоник вначале около 1315—1329 годах, затем в 1333 году. Губернатор Фессалии в 1333—1342 годах.

## Происхождение
Михаил Мономах был представителем аристократической династии Мономахов, которые появились в Византии в X веке. О его родителях данных нет. У Михаила Мономаха был брат Георгий.

## Биография
Михаил впервые упоминается в 1315 году, когда он был губернатором Фессалоник. В последовавшей гражданской войне в 1321—1328 годов он поддерживал Андроника II Палеолога против своего внука Андроника III. Во время этих событий он получил титул эпарха в 1327 году. Однако победителем в войне стал Андроник III. В 1329 году император назначил Сиргиана Палеолога новым губернатором Фессалоник. Но входе открывшегося заговора в 1333 году (или в 1330 году) Сиргиан был смещён с должности и управление Фессалониками вновь отдали Мономаху.
Михаил Мономах не долго занимал должность. В 1332 или 1333 году умер Стефан Гавриилопул — полунезависимый правитель Фессалийского государства. Стефан не оставил наследников. В результате этого Мономах увидел в этом шанс вернуть Фессалию под контроль Византии. Собрав войско, он двинулся к Фессалии и захватил несколько городов и крепостей в этом районе на севере и востоке. Однако на западе и северо-западе Фессалии его опередил эпирский деспот Иоанн Орсини. Он захватил запад Фессалии и разместил свои гарнизоны.
Мономах не стал вмешиваться в дела Эпира и отправил вести в Константинополь. Узнав о ситуации в Фессалии император Андроник III лично поспешил в регион, чтобы взять на себя командование войском. Прибыв в Фессалию, императору и его армии не потребовалось много времени, чтобы захватить все места, которые недавно занимал Иоанн Орсини, и изгнать гарнизоны, которые он установил. Андроник III старался избегать кровопролития и не брать пленных. Чтобы показать свою добрую волю, он отправил все войска эпирского деспота домой целыми и невредимыми. Таким образом, большая часть Фессалии была возвращена империи без особых проблем. Михаил Мономах был назначен губернатором Фессалии и получил титул протосеваста.
В 1337 году Андроник III захватил Эпирский деспотат. Однако в 1339 году в регионе произошёл мятеж, когда там объявился бывший правитель Эпира Никифор II Орсини. Византийский губернатор Эпира Феодор Синадин был брошен в темницу. После этих событий Андроник III собрал авангард Мономаха и Иоанна Ангела и выступил против повстанцев. В 1340 году восстание было подавлено.
С началом новой гражданской войны между Иоанном Кантакузиным и регентами Иоанна V Палеолога в 1341 году, Михаил Мономах первоначально пытался сохранять нейтралитет. Так, он даже не стал слушать послов Кантакузина. Между тем сторонники Иоанна V конфисковали его владения в деревне Чантакс возле реки Стримонас. А В 1342 году он покинул или был изгнан из Фессалии про-кантакузинской группировкой и отправился в Серре, где присоединился к анти-кантакузенским силам, удерживающим город. Примерно в то же время он получил титул великого коностаулоса и умер где-то между 1343 и 1346 годами.